# یواس‌اس تریپولی (سی‌وی‌ئی-۶۴)
یواس‌اس تریپولی (سی‌وی‌ئی-۶۴) (به انگلیسی: USS Tripoli (CVE-64)) یک کشتی بود که طول آن ۵۱۲ فوت ۳ اینچ (۱۵۶٫۱۳ متر) بود. این کشتی در سال ۱۹۴۳ در امریکا ساخته شد.